# Судобле
Судобле, Судоболье (бел. Судабле) — озеро в Смолевичском районе Минской области Беларуси в бассейне раки Плиса, 4 км на юго-восток от Жодино, 20 км на восток от Смолевичей.
Площадь озера составляет 1,52 км². Размеры озера — 1,5 на 1,08 км. Длина береговой линии 4,35 км. Наибольшая глубина 0,6 м, средняя глубина — 0,4 м. Объём воды 0,66 млн м³. Площадь водосбора 22 км², 70 % его территории покрыто лесом. Высота над уровнем моря — 165,1 м.
Склоны котловины торфянистые, слабо выраженные. Вдоль береговой линии имеется сплавина шириной 50—75 м. На дне озера находится слой сапропеля толщиной до 30 м, осуществляется его добыча. Зимой озеро промерзает до дна, летом зарастает растительностью.